# VfL Hameln
Le VfL Hameln est un club omnisports allemand situé à Hamelin (allemand : Hameln) en Basse-Saxe. Sa section de handball est la plus connue avec des résultats probants dans les années 1990.

## Palmarès
Compétitions internationales
- Finaliste de la Coupe des Villes en 1996
- Demi-finaliste de la Coupe de l'EHF en 1995

Compétitions nationales
- Championnat d'Allemagne de deuxième division (3) : 1986, 1991, 2000
- vice-champion d'Allemagne en 1994

## Personnalités liées au club
Joueurs
- Morten Bjerre : de 1996 à 1997
- Christian Gaudin : de 1997 à 1999
- Valeri Gopine : de 1998 à ?
- Nedeljko Jovanović : de 2000 à 2001
- Daouda Karaboué : de 2000 à 2002
- Vassili Koudinov : de 1997 à 2000
- Bernard Latchimy : de 2001 à 2002
- Maik Machulla : de 2001 à 2002
- Pepi Manaskov : de 1993 à 1997
- Jan Paulsen : de ? à ?
- Wieland Schmidt : de 1989 à 1992
- Dragan Škrbić : de 1997 à 1998
- Frank-Michael Wahl : de 1990 à 1993

Entraîneurs
- Michael Biegler : de janvier à novembre 2000
- Alfreð Gíslason : de 1997 à 1999
- Sead Hasanefendić : de 1993 à 1995
- Péter Kovács : de 1991 à 1992